# Izumi (Ósaka)
Izumi (japonsky: 和泉市, Izumi) je japonské město nacházející se v prefektuře Ósaka na ostrově Honšú v Japonsku. Město má dle údajů z března 2017 okolo 186 tisíc obyvatel. Nachází se zde univerzita a každý rok se zde pořádá několik festivalů. Město bylo založeno roku 1956.

## Partnerská města
- Blooming, Minnesota, USA